# Natalya Lagoda
Natalya Lagoda (Cherkasy, 4 de marzo de 1974 - Lugansk, 29 de mayo de 2015) fue una modelo y cantante ucraniana.

## Primeros años
Nacida en la ciudad de Cherkasy, en la entonces República Socialista Soviética de Ucrania. Se graduó en una escuela de formación profesional como costurera. Se casó con Eduard Fisak y dio a luz a su hijo Dmitry. Lagoda se divorció posteriormente de Fisak y se trasladó a Moscú, donde trabajó en el club de striptease "Dols".

## Carrera
En Moscú, Lagoda conoció al empresario Alexander Karmanov, que ayudó brevemente a Lagoda en su carrera. Lagoda se dio a conocer en la música pop rusa como intérprete de las canciones Malenkiy Budda (1998), Marsianskaya lyubov y Nasha lyubov. En 1998, Lagoda apareció en la portada de la edición rusa de Playboy.
Lagoda y Karmanov se divorciaron posteriormente, tras lo cual ella intentó suicidarse saltando por la ventana del quinto piso de su apartamento en Moscú. Aunque resultó gravemente herida, sobrevivió y más tarde se casó con un compañero de clase, Vitaly Simonenko, que vendió su gran apartamento y se quedó con el dinero. Después de esto, Lagoda regresó a Ucrania, residiendo en Lugansk, donde falleció el 29 de mayo de 2015 a consecuencia de una neumonía bilateral. Tenía 41 años.